# Марта Лесьняк
Марта Лесьняк (пол. Marta Leśniak; нар. 15 березня 1988) — колишня польська тенісистка.
Найвищу одиночну позицію світового рейтингу — 418 місце досягла 12 лютого 2018, парну — 424 місце — 21 березня 2005 року.
Здобула 10 одиночних та 2 парні титули туру ITF.

## Фінали ITF

### Одиночний розряд: 12 (10–2)
| Легенда         |
| --------------- |
| Турніри $25,000 |
| Турніри $15,000 |
| Турніри $10,000 |

| Фінали за покриттям |
| ------------------- |
| Тверде (2–0)        |
| Ґрунт (8–2)         |
| Килим (0–0)         |

| Результат | W–L  | Дата     | Турнір                       | Рівень | Покриття | Суперниця                | Рахунок          |
| --------- | ---- | -------- | ---------------------------- | ------ | -------- | ------------------------ | ---------------- |
| Поразка   | 0–1  | Сер 2003 | ITF Kedzierzyn-Kozle, Польща | 10,000 | Ґрунт    | Катержина Богмова (1986) | 6–2, 2–6, 2–6    |
| Перемога  | 1–1  | Чер 2004 | ITF Kedzierzyn-Kozle, Польща | 10,000 | Ґрунт    | Oksana Uzhylovska        | 6–2, 6–4         |
| Перемога  | 2–1  | Чер 2004 | ITF Алкмар, Нідерланди       | 10,000 | Ґрунт    | Карлі Галліксон          | 6–2, 6–3         |
| Перемога  | 3–1  | Кві 2017 | ITF Анталія, Туреччина       | 15,000 | Ґрунт    | Альона Тарасова          | 6–3, 6–2         |
| Перемога  | 4–1  | Сер 2017 | ITF Мронгово, Польща         | 15,000 | Ґрунт    | Seone Mendez             | 6–4, 6–4         |
| Перемога  | 5–1  | Сер 2017 | ITF Мронгово, Польща         | 15,000 | Ґрунт    | Жад Сувріжн              | 5–7, 6–2, 6–2    |
| Поразка   | 5–2  | Вер 2017 | ITF Мронгово, Польща         | 15,000 | Ґрунт    | Моніка Кілнарова         | 5–7, 6–1, 1–6    |
| Перемога  | 6–2  | Жов 2017 | ITF Анталія, Туреччина       | 15,000 | Ґрунт    | Amina Anshba             | 6–3, 6–1         |
| Перемога  | 7–2  | Лип 2018 | ITF Відень, Австрія          | 15,000 | Ґрунт    | Francesca Jones          | 6–0, 6–3         |
| Перемога  | 8–2  | Вер 2018 | ITF Frydek Mistek, Чехія     | 15,000 | Ґрунт    | Gabriela Pantucková      | 6–7(6), 6–2, 6–3 |
| Перемога  | 9–2  | Лис 2018 | ITF Анталія, Туреччина       | 15,000 | Тверде   | Franziska Sziedat        | 6–1, 6–1         |
| Перемога  | 10–2 | Лют 2019 | ITF Монастір, Туніс          | 15,000 | Тверде   | Andrea Lázaro García     | 2–6, 6–0, 6–0    |

### Парний розряд: 3 (2–1)
| Легенда         |
| --------------- |
| Турніри $60,000 |
| Турніри $25,000 |
| Турніри $15,000 |

| Фінали за покриттям |
| ------------------- |
| Тверде (1–0)        |
| Ґрунт (1–1)         |
| Килим (0–0)         |

| Результат | W–L | Дата     | Турнір               | Рівень | Покриття | Партнерка         | Суперниці                       | Рахунок     |
| --------- | --- | -------- | -------------------- | ------ | -------- | ----------------- | ------------------------------- | ----------- |
| Поразка   | 0–1 | Лип 2004 | ITF Торунь, Польща   | 25,000 | Ґрунт    | Анджелік Кербер   | Кіра Надь Габріела Хмелінова    | 4–6, 6–7(2) |
| Перемога  | 1–1 | Вер 2017 | ITF Мронгово, Польща | 15,000 | Ґрунт    | Daria Kuczer      | Анджеліка Морателлі Марін Парто | 6–2, 6–3    |
| Перемога  | 2–1 | Лют 2019 | ITF Монастір, Туніс  | 15,000 | Тверде   | Magdalena Hedrzak | Vinciane Remy Marie Témin       | 6–2, 6–2    |